# Nördlinger Ries
Nördlinger Ries este o regiune din Germania situată între Schwäbische Alb și Fränkische Alb.

## Detalii
Regiunea se află în triunghiul format de orașele  Nürnberg – Stuttgart – München. Ea aparține în mare parte districtului „Landkreis Donau-Ries” și numai o mică parte districtului Ostalbkreis. Regiunea relativ netedă este ușor de delimitat de regiunea deluroasă a celor două Alb-uri.
La început geologii au considerat Nördlinger Ries ca o regiune vulcanică, abia în 1960 s-a descoperit că suevitul nu este o rocă vulcanică, ci structura sticloasă rezultată prin topirea rocilor se datorează temperaturii înalte produsă prin impactul cu un meteorit. Astfel s-a descoperit fenomenul formării craterelor care nu sunt de origine vulcanică ci s-au format în urmă cu 14 - 14,5 milioane de ani prin căderea meteoriților.

## Vezi și

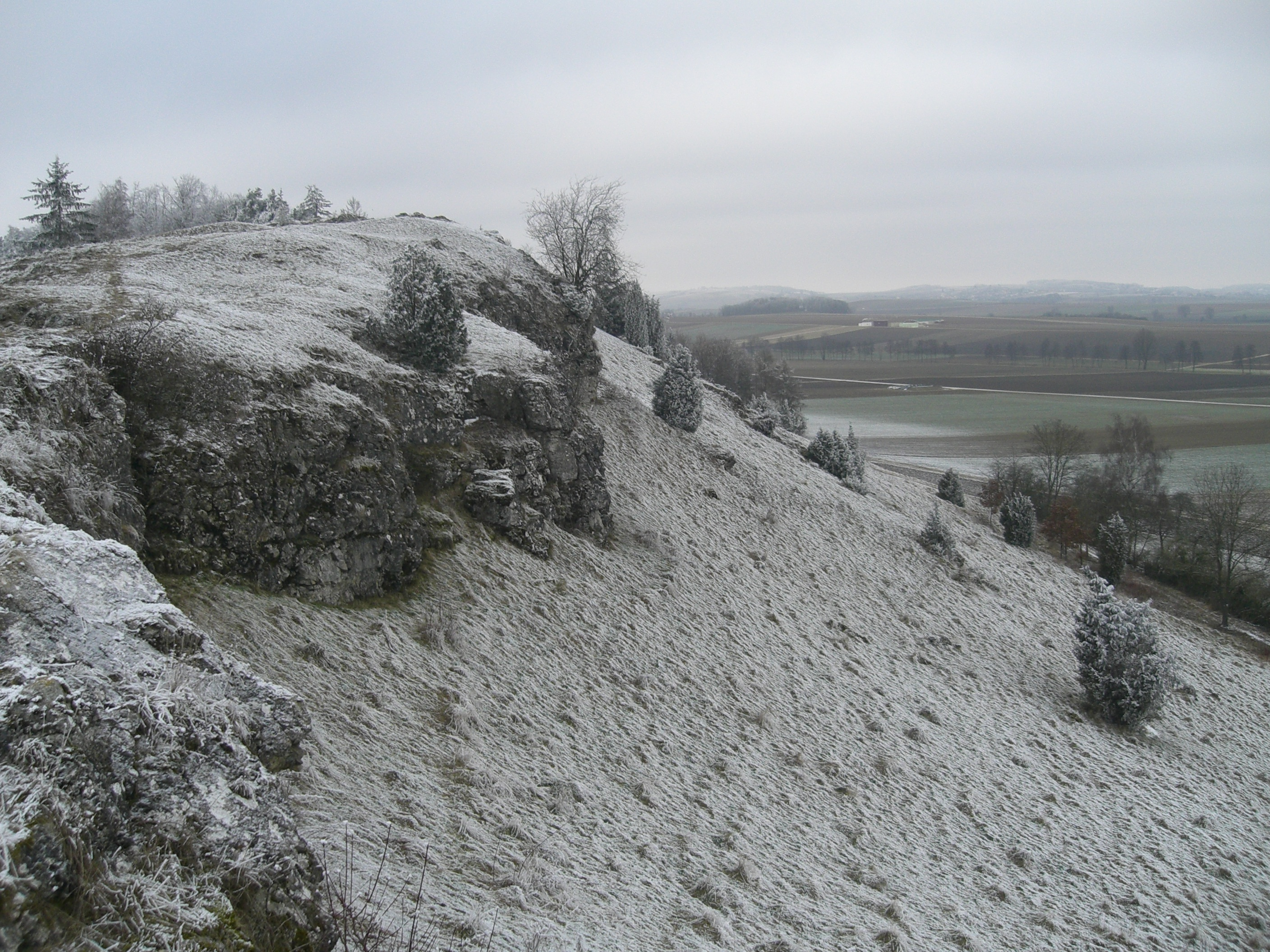
Marginea unui crater la Mönchsdeggingen

### Teoria impactului
|  |
|  |
|  |
|  |
|  |